# جديد (ليبيا)
هي مدينة واحة صحراوية في منطقة فزان جنوب غرب ليبيا. وهي قريبة من عاصمة منطقة سبها .

## جغرافية
تقع الواحة على بعد حوالي 3 كم (1.9 ميل) شمال غرب سبها ، عاصمة منطقة سبها ، وحوالي 657 كم (408 ميل) جنوب-جنوب غرب العاصمة الليبية طرابلس.

## أنظر أيضا
قائمة مدن ليبيا